# Ecsedi vár
Az ecsedi vár a Gutkeled nemzetség ősi birtokán, az Ecsed (a mai Nagyecsed) települést körülvevő lápból kiemelkedő négy sziget közül a legbeljebb levő harmadik szigeten épült fel. 1317 és 1329 között Ecsedet a Gutkeled nemzetséghez tartozó Bátori Bereck fiai szerezték meg. A Báthoriak ecsedi ága 1605-ig birtokolta Ecsed falut és a lápra épült várat, ezután a somlyói ág kezébe került
Az ecsedi uradalom és vele a vár a somlyói ág Báthory Gábor 1613-ban bekövetkezett halálával, visszaszállt a királyra, aki Bethlen Gábornak adományozta, majd Bethlen István fejedelem, végül I. Rákóczi György tulajdonába került, aki 1676-ban átengedte menyének, Báthory Zsófiának, illetve unokájának, I. Rákóczi Ferencnek.
Az ecsedi vár ekkoriban egyike volt a legjobban felszerelt magyar váraknak, amelynek 1619-ben készült leltárából tudjuk, hogy a különböző bástyákon 30 nagyobb löveg vagy ágyú, tarack és mozsár ágyú állt a hozzá való 7000 golyóval, továbbá 318 várpuska 35,000 golyóval és 223 mázsa lőpor.
Báthory Zsófia 1680-ban bekövetkezett halála után a két Rákóczi árvára, Ferencre és Juliannára maradt a nagy vagyon, amit 1681-ben már Thököly Imre íratott össze, s az örökösök csak nagykorúságukkal jutottak birtokon belülre. II. Rákóczi Ferenc az elavult szatmári várak helyett, Ecseden kívánt egy modernizált erődítményt létrehozni és fenntartani.
1711. február 16-án azonban a bevehetetlennek tartott vár a császáriak kezére került. A Rákóczi-szabadságharc leverése után pedig 1718-ban az ecsedi vár védműveit, más magyar várakkal együtt, Lipót császár parancsára felrobbantották, nehogy a további kuruc felkelések bázisává válhasson. Várkonyi Gábor történész szerint csak egy óra maradt meg a vár felszereléséből, egy kőmaradványt vésett címerrel pedig egy környékbeli ház falában találtak meg a kutatók a 20. században. A nagyszerű lápi vár maradványait és köveit a környező falvak házaiba, útjaiba, mezőgazdasági épületeibe építették be és mára már nyoma sem maradt.

## Története

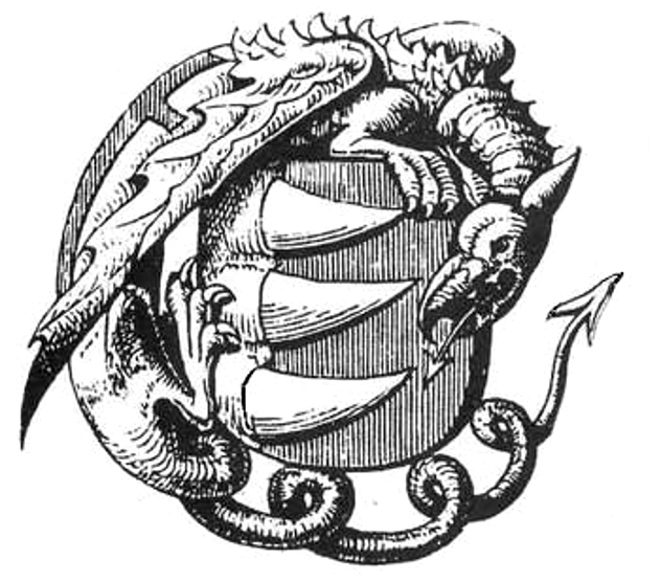
Az ecsedi-láphoz több népmonda is fűződik, mely szerint hatalmas sárkány tanyázott az irdatlan mocsárban. Amit a Báthoriak egyik őse Opos vitéz ölt meg, emiatt került a családi címerbe a három sárkányfog és a Sárkány Lovagrend jelvénye, a farkával nyaka köré tekeredő, azaz önmagát megfojtó sárkánykígyó, egy Uroborosz

Sárvár (saruuar) a mai Nagyecsedtől mintegy három kilométerre levő dombon, az egykori Ecsedi-láp (Lacus Etsediensis) délnyugati végében állt. A később felépült, közeli ecsedi vár vagy első nevén Hűség vára a Gutkeled nemzetség tulajdona volt. A gutkeledek elődei, három testvér, Orseolo Péter magyar király idejében jöttek hazánkba Svábországból és akik Stof, azaz Stauf várából származtak. Ecsed neve 1220-ban jelent meg először az oklevelekben, bizonyosat azonban csak 1291 óta tudunk róla, amikor a Gutkeled nembeli Dorog fiai ecsedi birtokukat sógoruknak, Gyulának engedték át.
Egy 1334-ben kelt oklevél szerint I. Károly magyar király hűséges szolgálataik jutalmául, Gutkeled nembeli Bereck fiainak Jánosnak és Lökösnek engedélyt adott egy vár építésére.
...az iránta es az ország iránt valamint koronáztatása kezdetétől bebizonyitott úgy utóbb is ki tüntetendő hivségök miatt szenvedni kénteleníttessenek megengedi sőt szorosan meghagyja hogy Baturi Bereczknek fiai János néhai Lörincz gyermekei és Miklós birtokaik közzül kiszemelendő valamellyik alkalmatos helyen és különösen a Szathmár vármegyei Еcsed nevü birtokjok rétein vagyis mocsáraiban mentűl erősebb kő vagy favárat amint tetszeni fog építsenek alkossanak és sánczoljanak Melly várnak vagy erősségnek amennyiben hivségök az alapja ennek emlékezetére közszóllás szerént Hívség legyen neve. Fel is építtetett a vár vagyis tulajdonképen az erősség mellyet nemhogy a pártosak ivadéki meg vehettek volna de idővel még a gyakorlottabb várvívók is sikeretlenűl ostromlottak és pedig magok a várat keritő mocsárok vagyis az Ecsedi Láp miatt azonban nem Hivség hanem Ecsedi Vár volt mindenkori neve.
A vár a Kraszna folyó által táplált óriási lápból kiemelkedő négy sziget közül, a legmélyebben fekvő harmadik szigeten épült fel. Az ősi Gutkeled-nemzetségből származó Báthori család a 14. század első évtizedeiben ketté szakadva, az egyik ág királyi adományként Szilágysomlyót kapta és ettől kezdve somlyai Báthorinak nevezte magát. A másik ágból származó és Itáliában tanult Péter a Szabolcs vármegyei Ecsedet szerezte meg és attól kezdve nevezték a leszármazottai magukat ecsedi vagy nyíri Bárhoriaknak.

### A Báthori-család birtoka

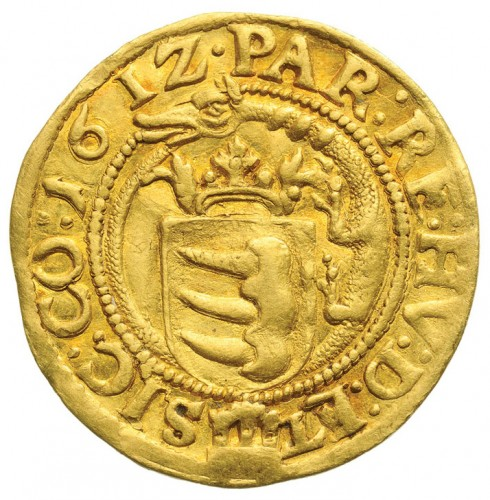
somlyói Báthory Gábor erdélyi fejedelem aranyforintja rajta a családi címer, »a Báthoryak ezen címérében három sárkányfog látható, e szörnyeteg testével körülgyűrűztetvén«

1317 és 1329 között Ecsedet a Gutkeled nemzetséghez tartozó Bátori Bereck fiai szerezték meg. Mivel az ekkorra néhány száz esztendős Sárvár már nem jelentett megfelelő védelmi lehetőséget, 1334-ben Károly Róbert király Báthori Bereck fiainak Jánosnak és Lökösnek engedélyt adott egy kő- vagy favár építésére és azt a személye iránti ragaszkodásuk jeléül „Hűség (Hywseg) várának” nevezhessék. (Volumus ut castrum vel municio predicta in perpetuam memoriam fidelitatis predicte Fidelitas, quod in vulgari Hywseg dicitur, ab ommibus et ubique nominetur) Jutalom volt ez azért, hogy a király oldalán részt vettek az oligarchák elleni harcokban.
A vár a láp szigetén, mint vízivár fel is épült, és később a már jelentőssé fejlődött községről ecsedi várnak, és nem „Hűség várának” nevezték.
A vár megépítése (1353.) Ecsed fénykorának is kezdete volt, ekkor erősítették meg a községet is a lápba vert, erős cölöpökre épített széles kőfallal, melyen lőrések is voltak. A vár messze földön híres erődítmény volt. Központi része, a belső vár a mai község északi részén, a Győrtelekre vezető út melletti dombon, a láp egyik szigetén állt. Külső része a községgel az előtte fekvő két kisebb szigeten terült el.
Feljegyezték a vár bástyáinak nevét is: Báthory, Késcsináló, Dobolyi és Csaholyi- bástyák voltak. E bástyák mindegyike olyan hatalmas volt, hogy kőből épült számos lakó- és raktárhelyiséget foglalt magába. Az egykorú források szerint hosszú fahíd vezetett a Kraszna folyón át a külső várba, ami egy hosszúkás, elnyúló, földből emelt, szarv alakú védművet formázott, két végén egy-egy földbástyával. A bástyák védelmében szárazmalom, darabontház és egyéb gazdasági épületek húzódtak. erről a földbástyáról egy másik hosszú fahíd vezetett a belső várba. A belső vár legfontosabb építménye egy szabálytalan négyszög alakú, kőből emelt várkastély volt, pincékkel és kétszintes lakótermekkel. A vár fő erőssége a körülötte lévő láp volt.
A lápon hajók nem közlekedhettek, vize alig volt, a sekély víz alatt posvány, sár terült el, melyen a hajók megfeneklettek. Ha az ember gyalogosan a lápra tévedt, beleveszett. Legfeljebb kis csónakokkal tudtak járni-kelni azok a pákászok, halászok, akik ismerték a láp minden zugát, s tudták, hogy hol nem akad fönn a csónak.
Ilyen láp vette körül három oldalról az ecsedi várat. A negyedik oldalon pedig a szárazföld felől, olyan messze esett az ágyúk elhelyezését lehetővé tevő biztos talaj, hogy onnan a golyók nem értek el a várfalakig.

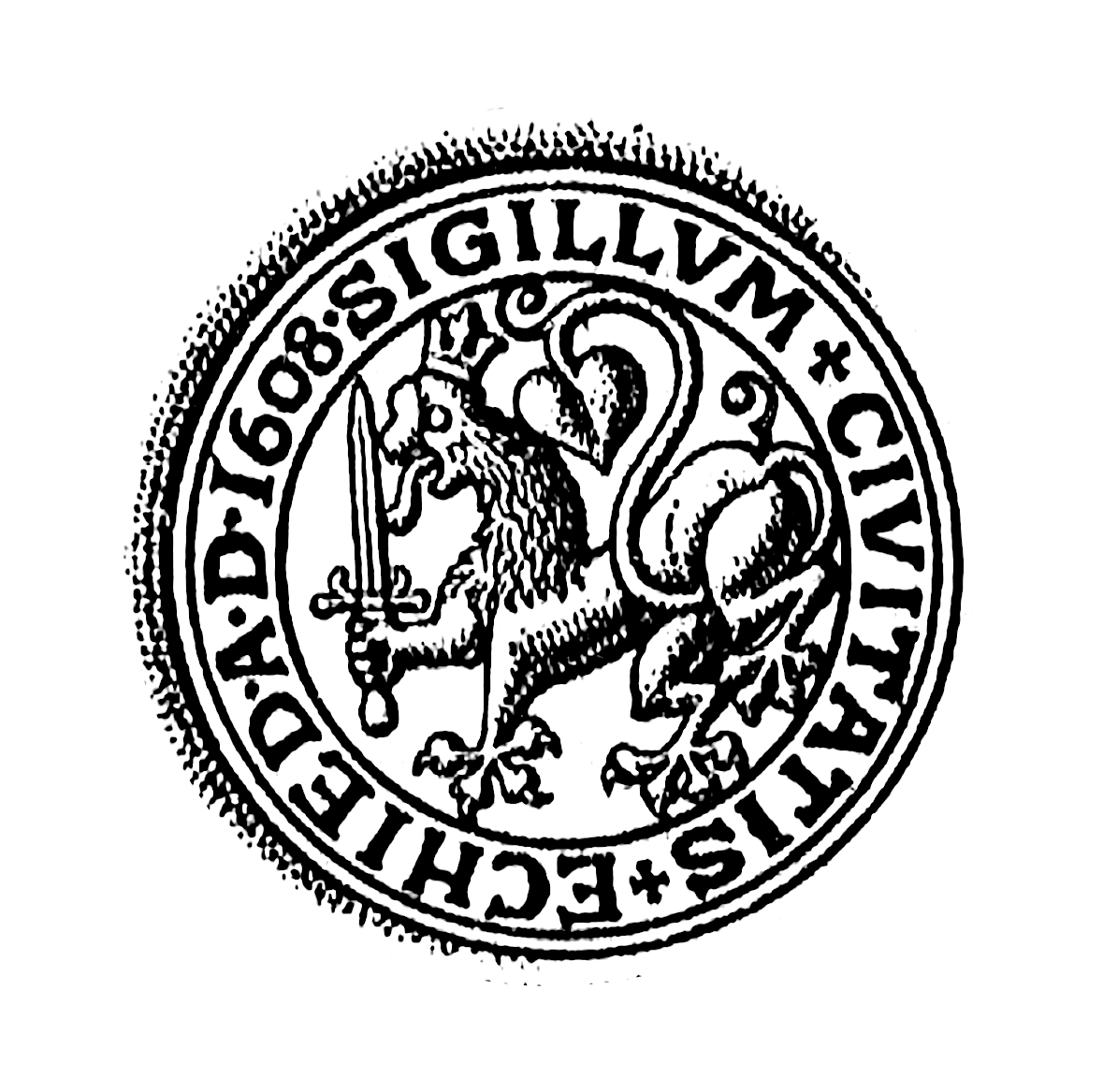
SIGILLUM CIVITATIS ECHIED AD 1608, Ecsed mezőváros pecsétje. Mezővárossá Báthori Gábor emelte és látta el a települést kiváltságokkal 1608-ban. Ecsed lakói a középkorban magyarok voltak és jelentősebb betelepítés sem történt. A település neve az ecs – öcs ’fiatalabb testvér’ –d képzős származéka. Később a nagy- jelző megkülönböztette a település szomszédságában állt, de már régen elpusztult Kisecsed nevű falutól

A Báthoriak több évszázadon keresztül voltak a vár és a hozzá tartozó község urai. 1492-ben Báthori András nagy költséggel megerősítette, ettől kezdve a vármegye egyik legfontosabb erőssége volt, és az erdélyi fejedelmek és a magyar királyok közötti harcokban nagy szerepet játszott, különösen a 16. században.
Az ecsedi-láphoz egy népmonda fűződik, mely szerint hatalmas sárkány tanyázott a hatalmas mocsárban. A Báthoriak egyik őse, Opos vitéz ölte meg, emiatt került a családi címerbe a három sárkányfog és a saját farkát fogó sárkánykígyó. A mohácsi vész után Ecsed megerősítésével Bátor, mint védelmi központ fokozatosan elvesztette jelentőségét, s a későbbiekben már csak közös családi temetkezési helyül szolgált. Az ecsedi vár Mohács után az egyházi kincsek egyik fő gyűjtőhelye lett; az ország legkülönbözőbb részeiről menekítették ide a tárgyakat.
1530-ban Szapolyai János kezén volt, míg Báthori Miklóst bátyja, Bonaventúra át nem térítette Ferdinánd pártjára. Ezért János Zsigmond ostrom alá vette a várat és a várost, de nem tudta bevenni. 1564-ben Bátorban leégett a Báthori-család kúriája és a palánk is, így a család végleg átköltözött a jobban védhető Ecsed várába. Báthori Erzsébet az 1560-as években az ecsedi vár kastélyában töltötte gyermekkorát, majd 1575-ben, a 11 éves korában eljegyzett Nádasdy Ferenc gróffal kötött házassága után Sárvárra, később Csejtére került.
Az 1566. évi békekötéskor Ferdinánd Felső-Magyarországon mindent átengedett János Zsigmond-nak, csak Ecsedet nem.

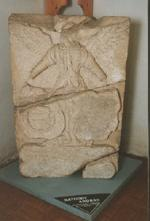
Töredék Ecsed várából. A domborművön egy angyalalak, két kezében egy – egy címert tart. A jobboldali a Gutkeled nemzetség jellegzetes címere: 3 sárkányfog, farkával nyaka köré tekeredő sárkány. A dombormű felirata: „Báthory András Szabolcs és Szatmár vármegye főispánja, tárnokmester és országos főkapitány, a bátor védelmező, az Úrnak 1550. évében

1570-es években – mikor az államhatárok már nagyjából kialakultak Erdély és a Magyar Királyság között, s létrejött a török elleni végvárrendszer – Báthori István országbíró, az ecsedi Báthoriak utolsó férfi tagja újból megerősítette az ecsedi várat. Báthori Istvánt hiába hívta, csalogatta Rudolf magyar király Pozsonyba az országgyűlésre, a nem minden alap nélkül bizalmatlan várúr azt válaszolta: „Elmennék a gyűlésre, ha Ecsed vára eljönne velem.”
A Báthoriak ecsedi ága 1605-ig birtokolta Ecsedet és a várat. Báthori István országbíró halálával kihalt a Báthoriak ecsedi ága. Hatalmas vagyonát a somlyói Báthory-gyermekek örökölték. 
Az országbíró halála után fogadott fia, somlyói Báthory Gábor, a későbbi erdélyi fejedelem örökölte a várat, az ecsedi uradalommal együtt. Ekkorra a nagy kiterjedésű birtokhoz a váron kívül három város (Majtény, Gyarmat, részben Meggyes) és 46 falu is tartozott. A Báthoryak vára, a szinte bevehetetlen Ecsed, uralkodó befolyást biztosított a családnak Szatmár vármegye nemességének nagy része fölött.

### A Bethlen-család birtoka
Báthory Gábor meggyilkolása után, még 1613 végén Ankreier Mihály kapitány Ecsed várát átadta a császáriaknak, és az az uradalommal együtt 1619 októberéig a kincstár kezén maradt. 1614-ben II. Mátyás utasította a kamarát, hogy az ecsedi várban Mohács óta őrzött egyházi kincseket és ruhákat, amelyeket, részben Báthory István erdélyi vajda és ősei készíttettek, vegyék át és mielőbb szállíttassák fel Bécsbe. 1615. február elsején Ecseden globálisan összeírták magyar nyelven az öt ládában tárolt textíliákat és Kassára továbbították.

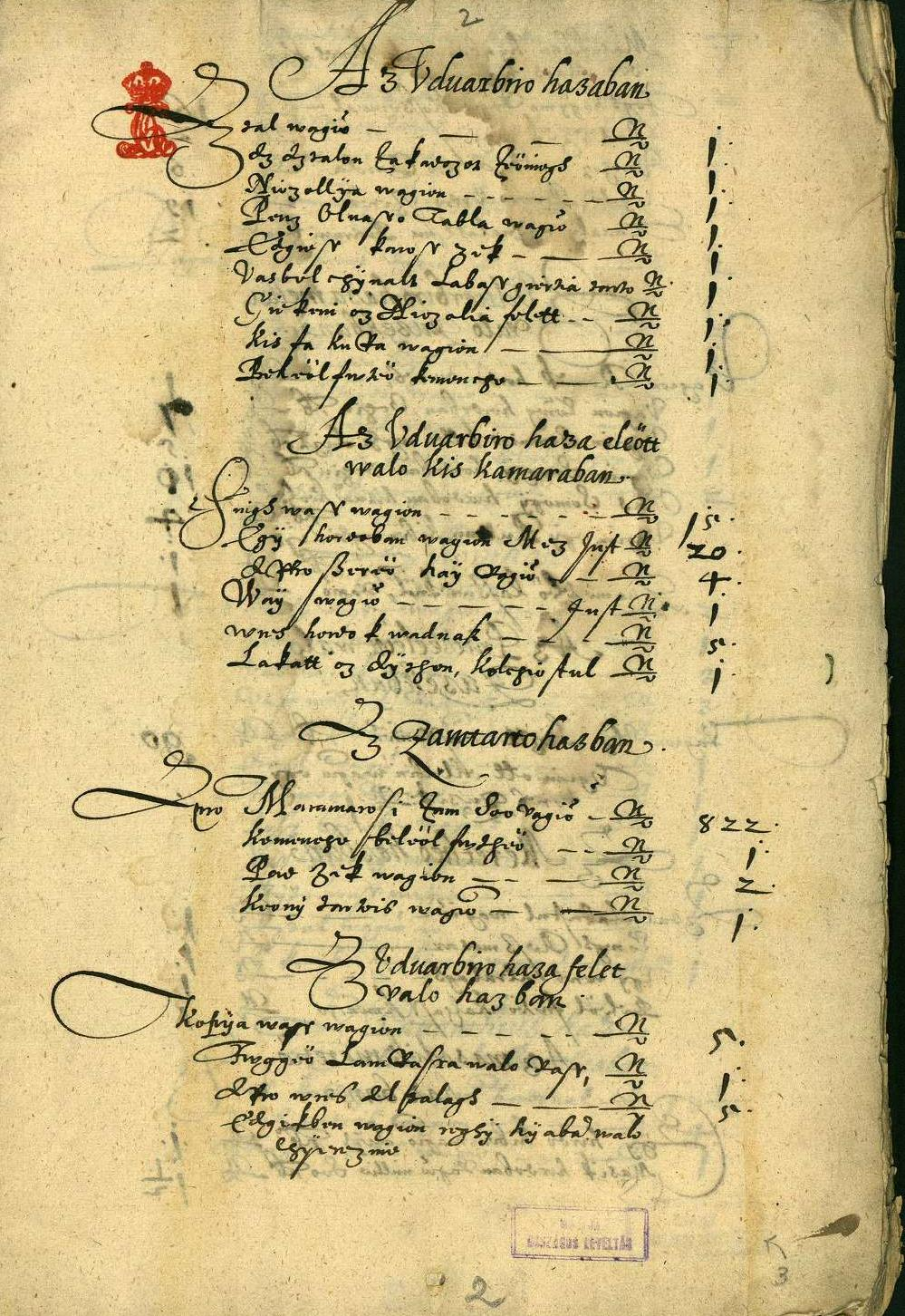
Az 1613-as inventárium egy lapja

1619 októberében Bethlen Gábor Ecsed várát visszahódította. Pozsony bevétele után Bethlen a magyar koronát előbb Zólyom várába, majd Kassára, azt követően pedig Eperjesre vitte. A vár jelentőségét és erősségét bizonyítja, hogy ezután Bethlen a magyar Szent Koronát a biztonságot adó ecsedi várba vitte és őrizte. Később, a nikolsburgi béke feltételei szerint 1622-ben a korona újra visszakerült Pozsonyba, majd onnan 1644-ben, rövid időre Győrbe került.

### A Rákóczi-család birtoka
Az 1645. évi linzi békekötés egyik pontja szerint a Bethlenek kihalásával az uradalom a várral együtt a Rákócziak tulajdonába kerül, akik házasság révén is jogot tartottak rá. I. Rákóczi György fejedelmet 1648-ban iktatták be itteni birtokaiba. Fia II. Rákóczi György, amikor a balszerencsés kimenetelű lengyel hadjárat után a lengyelek Szatmár-t és Bereget végigpusztították, az ecsedi várba vonult, és családját is itt tartotta biztonságban.
1669-1688 között császári helyőrség tartózkodott benne.
1669-ből maradt fenn az ecsedi várról készült részletes leltár is, amely felsorolta a vár akkori épületeit és a bennük található ingóságokat is. Részletek az ekkor felvett leltárból:
| Az ecsedi vár 1669. évi inventáriuma (várleltára) | Az ecsedi vár 1669. évi inventáriuma (várleltára) |
| --- | ------------------------------------------------- |
| Ebédlő Palota, kő boltos. Ajtaja béllett, vas sarkas, hevederes, felpléhes, kolcsával együtt, egy. – Ónban foglalt paraszt üveges négy-négy fiókos ablaka három, egyik vas rostélyos. – Kivül fűtő zöld mázos kemenczéje elől farostélyos, egy. – Vagyon ez palotában deszkarekeszes, festékes öreg pohárszék egy. – Ezen pohárszék alsó kontignációja két kis ajtó híjával. – Hosszú asztal lábastól, kettő. – Paraszt tábla kis asztai is kettő. – Márvány kőasztal, melynek lába is egy felől faragottt kő, másfelől fa, egy. – Paraszt hosszú kis szék, nyolcz. – Paraszt egyes szék (hárma karos) négy. – Kőfal mellé való hosszú padszék négy. – Paraszt hosszú padszék egy. – Óntál tizenegy. – Óntányér négy. – Fatányér negyvenhárom. – Metszett kádacska egy. – Tölgyfacseber egy. – Icczének való uj fakupák, öt; hatodik ó kupa. – Meszelynek való uj fakupa egy. – Asztalra való apró fakupa kettő. – Zöld fazék, uj, három. – Tányértörlő vastag uj kendő kettő. – Öreg diványszőnyeg az falon; kettei valamivel kisebb, hat. – Asztalra való közönséges viseltes szőnyeg, egy. Második ház. Ez Urunk háza. Kőboltos, ajtaja az ebédlőpalotából nyíló, zöld festékes, béllett, vassarkas, hevederes, falpléhes, kolcsos, egy. – Ónban foglalt, hat szegre metszett, kristályüveges ablaka négy fiókos, vasrostély nélkül való, egy. – Belül szenelő, zöld mázos kemenczéje, egy. – Vagyon itt négyszegű asztal lábastól, egy. – Hosszú paraszt karszék kettő. – Egyes szék, festetlen, egy. – Könyv kettő. Egyik: Istvánffy deákúl. Második: Atlas Major. – Öreg diványszőnyeg az falon, három. – Közönséges kisded szőnyeg az ablak körül, kettő. – Tűzhelyen levő vasvánkos, egy. – Ezen házból nyíló árnyékszék ajtaja, vassarkas, hevederes, tolyózáros. Harmadik ház. Asszonyunk háza. Kőboltos. Ajtaja Urunk házábul nyíló, zöld festékes, vassarkos, hevederes, felpléhes, kolcsos, belül tolyózáros, egy. – Ónban foglalt, hat szegre metszett, kristályüveges ablaka négy-négy fiókos, kettő. – Kívül fűtő zöldmázos kemenczéje egy. – Vagyon itt közönséges öreg déványszőnyeg, mindenik viseltes három, negyedik kissebb, ez is viseltes, négy. – Négyszögü asztal keresztlábastól, egy. – Borhűtéshez való romladozott rézláda, vashevederes lakat nélkül, egy. – Festetlen noszolya egy. – Paraszt noszolya is egy. Negyedik ház. Leányasszonyok háza. Kőboltos. Ajtaja Asszonyunk házábul nyíló stb. (Bútorzata olyan, mint az előbbié.) Őtödik ház. Öregasszony háza. Kőboltos. Ajtaja leányasszonyok házábul nyíló stb. (Bútorzata olyan, mint az előbbiéké. ) Hatodik ház. Alsó leányasszonyok háza. Kőboltos. Ajtaja öregasszony házábul nyíló stb. (Bútorzata, mint az előbbieké.) Hetedik ház. Sütőház. Kűboltos. Egyik ajtaja az alsó leányasszonyok házábul nyiló, duplás, vassarkas hevederes, felpléhes; másik ajtaja az folyosórul nyíló, felszer, pártázatos, tolyózáros-reteszes, darab kettő. (A bútorzat leírása után:) Tölgyfacseber egy. – Sütőlapát egy. – Közönséges fatál egy. Nyolczadik ház. Ez napkelet felől szegeletpalota. Kőboltos. Ajtaja az sütőházból nyíló, béllett, vassarkas, hevederes, pléhes, kivül reteszes, lakatos, egy. – Belül szenelő zöld mázos kemenczéje egy. – Ónban foglalt, hatszegre metszett, kristálüveges, négy-négy fiókos ablaka kettő. – (A bútorzat ismeretes leírása után:) Festetlen üreg almárium egy. Vashevederes, kétfelé nyíló ajtaja egyik pléhes, másik tolyózáros, kettő, Vagyon ezen almáriumban: Sátornak való fejérített sáhos vászon kilenc vég. Abrosznak való nyers sáhos vászon hetedfél vég. Fehérített szőttvászon három vég. Kendőnek való fejérített veres fejtős szőcsvászon három vég. Nyers kendervászon egy vég. Nyers szűcsvászon hat vég. Zsáknak való nyers vastag vászon öt vég. Mangorlott közönsénes kendergyolcs hatvannyocz vég. Mangorlott vastag vászon nyolcz vég. Mangorlott közönséges vászon tizennégy vég. Uj Testamentum, oláh nyelven kinyomtattatott, in compactione nyolcz; ex his jó hét, arannyas egy. ezek közül kettőn négy bokor ezüst kapocs, egy közönséges compactioban. Erdélyországi ártikulus, mely in anno 1648. nyomtattatott egy. Erdélyi approbata constitutiok in compactione, kettő. Lengyel decretum in compactione, egy. Komornikok régi Ratiója in compactione, egy. Ars Poetica in compactione, egy. Kilencz volumen, Magyarország Decretumainak Summája in Comp. egy. Felicis Austriaci oratio in compactione, egy. Régi öreg német Kalendárium, egy. Arma Suetiaca in compactione egy. – Igen szép petymetes süveg egy iskatulyában, egy. – Azon iskatulyában férfinak való, bojtos, fekete selyem süveg, igen szép, egy. – Kalapnak való tok, egy. – Mérő kicsiny rézserpenyű, rézfontostól, egy. – Öreg rézfontnak az külső része, egy; circiter continot libr. 6. – Bécsi szablya vas, egy. – Elefántcsontbul csinált ezüst pléhes kis varró ládácska, egy. – Kicsiny virgina, egy. – Tatár ezüst dob félpár. – Tatár szalamiadob, félpár. – Gyümölcshöz való új keresztyén csinálta cifrás mázas tálacskák, négy; ugyanilyen csésze, négy stb. Kilenczedik ház. Középső palota az kapu fölött, kűboltos. Ajtaja az szegeletpalotábul (mely feljebb nyolczadik ház) nyíló, czifráson rakott, pártozatos, vassarkas, hevederes, felpléhes, reteszes, egy. (Bútorzata között nevezetesebb darabok:) Magyarországi vászonkárpit, Absolon és Joáb dolgai rajta festve, nevek is, egy. – Második vászonkárpiton Pallas, Dianna, Minerva, Vénus, etc. festve, egy. Tizedik ház. Ez az kapu felett. Napnyugat felől szegelet boltos ház. Egyik ajtaja az középső palotábul nyiló, másik az folyosórul nyíló, duplás, Puskák ezen házban: Stucz promiscue tizennyolcz. Ex his: Sujtásos, csontos ágyu, 12 vontra, pár egy. – Cifrásan, csonttal rakott ágyu, nyolcz vontra, pár egy. – Sárgaréz boglárokkal rakott ágyu, az aczélja is sárgarézzel borított, 16 vontra, pár egy. – Közönséges stucz, ezek is szépek, némelyike 16 vontra, pár 5. – Csontos ágyu, rövid stucz, pár fél. – Itten az ki az sárkány felvonásával tekerődik fel, igen szép, csontos ágyu, 6 vontra, pár fél. – Lovas katonának való közönséges karabély, mindenik kész s jó szerszámmal, tíz pár. – Pistoly harmadfél pár. – Ezüsttel burított nyelü alabard, egy. – Hívely nélkül való hegyes tőr; kápája ezüst, hajtott; kereszti is ezüsttel burított, egy. Notandum: Mindezen felsőrendházak folyosója karfáival együtt semmire való; mind ujonnan kellene csinálni. Második rendbeli házak, melyek az felső rend házak alatt vannak: Kapu felől való alsó rendházak: Első ház, kapu felett való bolt. Ezen bolt mostan idegen emberek javaival van tele. Második ház. Ez is kőboltos. Napkelet felől vagyon. Ezen boltban mostan cajbert gondviselése aló való municiók és tüzes szerszámok vannak. Dél felől való alsó rendházak: Első ház, mely az külső tárház pitvara, kőboltos. Második ház. Ez az külső tárház, mely is kűboltos. Vagyon itt: Temérdek kenderistráng, mindenik öt-öt öles, kettő. – Köszvényes embernek való béllett botos, pár három. – Drága kövek s gyűrűk tartó régi romladozott iskátulyák. – Zászlók: Öreg és nyargaló zászlók, gyalog zászlókkal együtt, ötvenkilencz. Első zászló veres kamuka, két hattyu czímer rajta, írás egy felől: "Dominus Exercituum nobiscum tibi Domine, o Justitia tandem bona causi triumphat, (Quodvis Deus ratum fac. "Másfelől: "Auxilium Dei sit ignis et terror omnium ex voluntate Ejus. Dat Deus cui vult De coelo victoriam." – Második zászló. Karmasin szín kamuka, írás rajta egy felől: Gabriel Dei Gratia Regni hungarorum et Transilvaniae Princeps etc. Más felől hegyes tőrös czimer ez írással: Exurgat Dominus Exercituum et dissipentur inimici ejus, et fugiant, qui oderunt eum e facie ejus. – Harmadik zászló: Fejér tafota, czímer rajta mindkét felől koronás hegyes tőr, írás rajta: Firmator Dei consilio. – Negyedik zászló: Karmazsin atlasz, czímere két hattyú, írás rajta nincs. – Ötödik zászló. Karmazsin szín virágos kamuka. Egy felől czímere: Crucifixus Christi ez írással: In hoc signo vinces. Más felől czímere két sasszárny. – Hatodik zászló is karmazsinszín virágos kamuka. Czímer egy felől két kígyó, ez írással: Vartuti Fortuna Comes. Másfelől írás: Georgius Rakoczi Dei Gratia Princeps etc. – Tizennégy veres bagaria nyargaló zászlócskák; némelyike 465fejérestarkás; nagyobb része ezeknek oláhoké volt, melynek egyike veres kamuka. – Veres bagariábul s fejér gyolcsbul csinált gyalog zászló, oláhoké volt, kettő. – stb. Harmadik ház. Napnyugat felől való belső tárház, kőboltos. Kettős ajtaja az külső tárházbul nyíló. Negyedik ház. Az alsó rendben dél felől. Ennek előtte hadnagyok szállásának, most kapitányénak hívatik. Kőboltos. Ötödik ház, mely az felső negyedik háznak pitvara, kűboltos. Hatodik ház sáfárház, Régen hopmester szállása volt. (Mellőzve a többi termek leírását, rátérünk a számos élelmiszer raktárak egyikének ismertetésére.) Alsó házak a Báthory-bástyában: Első ház, kőház, mely most eczetes ház, gerendás, padlásos. Ajtaja pártázatos, vassarkas, hevederes, reteszes, lakatos, egy. Vagyon itt boreczet 18 hordóval, mindenik jó. Van bennök 278 köböl 14 icze. Sed ex his kapitány uramék számára iust 45, udvarbíró uramnak iust 8, páternek s mesternek iust 27, id est cub 5, iust 1/2 defalcálván, marad inventariumra cub. 273, Tust. 13 1/2. – Rózsaeczet egy átalaggal, cont. cub. 2, iust 8. – Jó almaeczet, ki kisebb, ki nagyobb hordóval nyolczczal. – Rosz eczet almábul sajtolt, két hordóval. – Semmire kellő büdös eczetágy, melyet semmiképpen meg nem orvosolhatni, és ezután inventáriumot is nem kell vele onerálni, 3 hordóban. – Borhoz való jó eczetágy, melyekről most töltés idején szedetett le az eczet, hat hordóban, de mivel az eczetnek csordúltig tele állani nem jó, azért az többinek az telejét ezekre visszaszedhetni. – Eczetes üres hordó 5, átalag 2. Báthori-bástya végében való lisztesház. Baronábul rótt, padlásos. Zsindelyezése jó. Ez két sorjával mindvégig liszttartó szuszékból áll. Vagyon itt az két részben régi liszt 635 köböl. Vagyon itt szalonna anni 1668, 60 darab. Sed ex his katholikus mester számára felet defalkálván, marad inventáriumra 29 1/2, melyek 26-56 fontosak. – Repositum ó szalonna, moly inventáriumról inventáriumra maradt 83. – Itten rakáson régtől fogva egyben sorvadt, emésztődött szalonna ugyan feles; ez mivel egymástól elszakadozott, meg nem olvasható. – Uj sódor 130. – Régi repo situm sódor csak rakáson van. – Uj orja fejestől 32. Régi repositumorja csak rakáson vagyon. – Uj háj harminczhárom. Cont. libr. 106. – Hársfa deszka 7. – Fűrész-fenyőfadeszka 7. – Hosszú karszék lábaiban eltörött 1. – Tengelynek való bikkfa egy rakással. – Legumina-tartó üres hordó 28. A többi helyiségeknek csupán neveit hozhatjuk: Második lisztes ház vagy szúszék. – Késcsináló bástya mellett levő apró házak. Ezek drabontok házai. – Báthori-bástya végében levő porkolábház. Benne kétkézpallos. Ez executiokori szükségre való. – Széles kapu felett levő kőház. – Dobolyi-bástya, kűbül építtetett. – Csaholyi-bástya. – Ezen bástya felett levő pad. – Régi ecze tes ház felett levő pad. – Széles kapu mellett, kimenet, balkéz felől drabantház. – Széles kapu mellett, kimenet, jobb kéz felől való drabantház. – Csaholyi-bástya előtt való lakatos ház pitvarral, szobával, pitvarból való kamarával. – Ezen pitvarbul nyíló Csaholyi alsó bástya kűbül építtetett, gerendás, padlásos. Ez ennek előtte czejk-ház volt. – Belső vár kapuja előtt való liszttartó szúszék. – Az belső vár kőfala mellett, az kapufélen levő gabonatartó szuszék. – Régi eczetes ház. – Pitvarbul nyíló belsőház. – Ugyan az pitvarbul nyíló, kőbül rakott hosszú pincze. – Sós-ház felett levő épületek. – Udvarbírák háza deszkás tornáczczal, pitvarral. ebben czipótartó deszkarekeszszel, pitvarbul nyíló első szobával, pitvarbul jobbkézre nyíló eczetborfőző házzal, ezen házbul nyíló sütőházzal, ezen házak felett való paddal. – Ujföldbástyán levő drabantház. – Báthori-bástya mellett való kijáró kisajtó. – Ezen kis ajtó előtt egy kis hidacska. – Szigeti száraz malom. – Szigeti konyha. – Gyertyamártó ház. – Sáfárház. – Öregkonyha. – Tiszta mívesház. – Szigeti granárium három részben. – Vár belső kerítésén levő széles kapu. Ennek felvonó kapuja rajta levő kisajtajával együtt kész s jó lánczostól, lakatostól. – Ezen kapu előtt való falábokon álló híd karfáival együtt. – Belső vár külső kerétése. Ebben kovácsműhely. – Uj szegeletbástyában levő kazamata. Ebben salétromot főznek. – Tömlöcztartó háza. Rabház. – Hosszú kőkapu felett levő házak: Első, czájbert háza. Második, ez most porkoláb háza. – Vár előtt való öreg istálló. – Lovászmester háza, vagy szerszámos ház. – Szekérszín. – Uj kapu. Fölötte levő ház sövényes, tapaszos oldalkamarájával együtt. – Sziget-utczában levő istálló. – Ezen tornácz végében vagyon egy kis házacska, sövényes, tapaszos. Ez lovászmesternek háza volna, most zsellér lakik benne, az ki az istállóra gondot visel. – Szigetutczai kapu. Az kapu mellett drabantház. Szigetutczai kapun kívül levő veteményes kert, mely hitván sövénynyel vagyon kerítve. Vagyon itt petrezselyem 4 táblával 109 ágyban; vereshagyma 3 táblával 102 ágyban; fokhagyma 1 táblával 30 ágyban; murokrépa 8 ágyban. Ezen kívül borsó, dinnye, ugorka, magnak való vereshagyma etc. Nt.: Itt az méhnek, az mint látszik, igen jó helye s járása volna, haszonra is alkalmatos. Kár, hogy olyan majorságot nem tartanak benne. Gyümölcsfákat is plántálhatnának ide az méhek kedvéért. Lugasszőllő is itt meglehetne. - Vagyon ezen veteményes kert mellett puskaportörő ház, mely száraz malmával, kerekével együtt mind jó. – Porszárasztó ház is ugyanezen portörőhöz egy vagyon. - Belső sarampó. Ezen kapu közi és az felette levő épülettel együtt téglábul való. Az mely 11 szakállas puska itt vagyon egy tonna porral, egy ládácska szakállashoz való golyóbissal és két bádog kartácscsal együtt, mivel az czejkházhoz valók, azért azoknak minéműségek nem is speczifikáltatott. – Az kapu előtt való híd közepin, az mely felvonó kapu vagyon, minden eszközeivel, lánczaival jó. - Külső sarampó. Ez is kőboltos, kapuja béllett, vasdeszkás, pántos. – Ezen kapu előtt levő hídnak közepén is egy felvonó kapu. – Az híd végin való gémes kapu mellett vagyon egy öreg tőkekapu is, mely vastag deszkával vagyon karozva. – Ezen kapun levő kis ajtó, vassarkas, hevederes. – Ezen híd végénél levő drabantház sövényes, tapaszos, szalmával fedett. – Vár előtt levő száraz malom. – Major. Ez az vár előtt vagyon. Kerétésének egy része az idén újonnan építtetett, jó fedés alatt, más része ósüvényes. Ezen kerítésben levő marha, lúd és tyúkólak sövényből vannak fonva és szalmával fedve. - Majorház. Ez minden épületével sövényes, tapaszos, náddal fedett. Vagyon ezen majorban székre való ökör 2. Mészárszékre pénzen vett tehén 2. Bírságbul in anno 1669 proveniált fejős tehén 1. Ennek üszőborja 1. – Az mint az majoros referálja, 466az tejével ezen tehénnek aprómarhát tartott. – Lúd: öreg lúd 19, lúdfi 37. Ez most volna 67, de az páter számára 28 defalkáltatott. Tyúk 38, tyúkfi 105. Kacsa: öreg kacsa 23, mostani foeturája 109. Mészárszékre való bátori majorság, öreg örü 3. Konyhára való dézma bárány 9.- Major-ház külső kerítése. – Vagyon ezen kerétésben vesszőbül font, szalmával fedett, három szakaszban levő marhaól. – Káposztás kert ezen marhaakol végében. – Csűrös, répás, káposztás etc, kert. Ez mind együtt lévén, sövényes kerétése csak félig vagyon. Itt most ugyan feles káposzta leszen ha Isten adja. – Csűr. Csulakokon álló, náddal kötött. Éppéttetett in anno 1664. – Széna. Ugyan itt az csűrös kertben öt szakaszszal vagyon jó széna 14 1/2 öl, rosz széna 24 öl. – Jégverem. – Mészárszék. Ő nagyságok számára való. – Korcsomaház. Vagyon itt faicze egy, fameszely egy, bádogtölcsér egy, csapszék kettő. Közönséges kupa egy. Borvonó vaskapcsos kötél egy. Öreg korcsolya egy. Tasnádon vett bor egy hordóval, cont. cub. 25, iust. 8; ezt most per denar. 15 árulják. A Julii 5. 1966. Gecsey Pál az korcsmáros. Kisecsed. Vagyon itt veteményes kert kettő. Paraszt felszer. – Téglaszin. Kisecsed mellett nagy hosszan vagyon építve és szalmával jól fedve. Vagyon itt mostan égetett tégla: 70,000. Nyers tégla: 30,000. |                                                   |

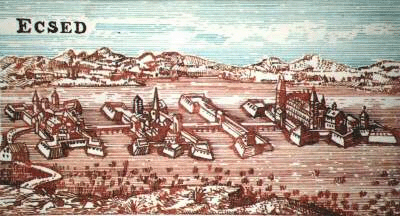
Ecsedi vár (színezett metszet)
Az 1570-es években – amikorra az önálló Erdély és a Magyar Királyság kialakult, s létrejött a török elleni végvárrendszer – Báthori István országbíró, az ecsedi Báthoriak utolsó tagja megerősítette az ecsedi várat.

### II. Rákóczi Ferenc fejedelem birtoka
1688-ban a vár és uradalma már Rákóczi Julianna és Ferenc öröklött birtoka volt.
Magam pedig szállásomat Ecsed-várába tettem, amely házam (a Rákóczy-ház) ősi birtoka vala, s melynek erődítvényeit a németek a háboru előtt lerontották, de én újra fel szándékoztam építetni. Fekvését tekintve igen különös, és talán egész Európában nincs hozzá hasonló, úgy hogy bevehetetlennek látszik.
Ez a három nagymérföld kiterjedésű terület kívülről náderdőnek látszott, belsejében azonban nagyon szép, igen tiszta és – a lakosok talán hamis hite szerint – feneketlen tó terült el. Volt, aki már száz ölnél hosszabb kötelet eresztett bele, mégsem ért feneket. Ez a tó rendkívül gazdag halakban. Halai mind kemények és szörnyen nagyok. A nevezetes Báthori-család egyik ága Ecsedről vette nevét, s e vár akkor jutott öröklés útján családom birtokába, mikor ez a család apai részről való nagyanyámmal kihalt. Címerében három sárkányfog volt, a fogak körül egy sárkánnyal. Minden időkben az volt a hagyomány, hogy amikor a szkíták letelepedtek az országban, egyikük az Opos nemzetségből megölt egy sárkányt azon a helyen, ahol aztán ezt a várat, jobban mondva házat építette, mert az erősséget csak néhány századdal később építették. Ekkor kapta a Bátor nevet. Emlékszem, hogy a kincstárunkban őrzött ritkaságok között láttam egy buzogányt, amellyel Bátor a szörnyeteget megölte. De a fegyver kicsisége nagyon kétessé teszi ezt a hagyományt.
Rákóczi Ferenc Munkács várát modern bástyákkal ellátva az egész környéket vízzel akarta elárasztatni, megteremtve ezzel két kulcsfontosságú hely Ecsed és Munkács vízi összeköttetését. Az egész vidéket a szabadságharc bevehetetlen bástyájává akarta tenni.
Juliánna és férje, gróf Aspremont Ferdinánd 1698-ban, II. Rákóczi Ferenc pedig 1700-ban itteni gazdaságát zálogba adta Bánffy György erdélyi kormányzónak. 1700 novemberében az Udvari Haditanács parancsára a Felső-Magyarországi császári főkapitány Ottavio Nigrelli a belső várban álló háromszintes palotaépület kivételével lerombolta az erődítéseket. A rombolási munkák során a már amúgy is omladozó vár külső szarv-művét is lebontották, és anyagával megpróbálták feltölteni a csatornákat.
A Rákóczi-szabadságharc bukásával a vár sorsa végleg megpecsételődött. A kurucok már a szatmári békekötést megelőző alkudozások alatt önként kiürítették az ecsedi várat, hogy az ellentábort meggyőzzék, hogy ők őszintén kívánják a békét. 1711-ben a Szatmári béke kimondta a vár megsemmisítését. 1718-ban a Habsburgok leromboltatták. Az egész ecsedi uradalmat, amelyhez hajdan 73 mezőváros és 17 rész jószág tartozott, Károlyi Ferenc szerezte meg. Az egykor bevehetetlen erősség köveit a szatmári béke után Károlyi Sándor vitette el, ami pedig megmaradt, azt a környékbeli lakosság hordta szét. Teljessé vált a pusztulás és a hatalmas Ecsedi-láp visszavette a területet.

### A vár pusztulása
A Rákóczi-szabadságharcot lezáró szatmári béke (1711) után Ecsed várát átadták a németeknek, akik elrendelték annak lerombolását. A szatmári jobbágyok és a környező városok, falvak népei a várat gyorsan széthordták. A vármaradványok anyaga a szomszédos falvak épületeibe, utakba került, de sok anyagot elvittek építőanyagnak a környék mezővárosai is, például az innen származó anyagból építették fel a nyírbátori minorita templomot is.
A vár lebontása után a várban található Rákóczi harang és a toronyóra Hódmezővásárhelyre került, ma az Ó templom tornyába található ( gyönyörű hangja van ). A toronyórát Károlyi 200 körmöci aranyért adta el Hódmezővásárhelynek erről szóló dokumentáció szintén Hódmezővásárhelyen a református egyház irattárában található, az óra pedig az Ó templom tornyában (Az óra ma ipari műemlék) Az eredeti óra mutatói a plébánián vannak. A számlapot Hódmezővásárhely visszaadta az ecsedieknek, ma az ecsedi református templomban található.
Az egykori vár területén feltárt tárgyakat (ágyúgolyók, ezüstpénzek, cserép és épülettöredék) a helyi múzeumban őrzik.

## Ecsed vára az irodalomban
A hatalmas kiterjedésű láp szigetein felépült, a Szamos folyó közelében lévő honfoglalás kori magyar földvárról Anonymus írt a Gesta Hungarorumban, amit Sárvárnak nevezett.
…Miután egy Ekölcs nevű igen nemes vitéz alatt katonákat hagytak ott, nekikészültek, hogy majd továbbmennek. Szabolcs meg társai az egész sereget kettéosztották úgy, hogy az egyik rész a Szamos folyó mellett haladjon, a másik meg a nyíri részeken. Szabolcs és Tas – utóbbi a Lél apja - a sereg felével a Tisza partján indult el, és az ottani népet hódoltatva vonult a Szamos folyó felé arra a helyre, amelyet most Sárvárnak mondanak. Ott a lápok alatt Tas, Lél apja, sok népet gyűjtött össze; vele aztán nagy árkot ásatott, s igen erős földvárat építtetett, amelyet először Tas várának neveztek, most pedig Sárvárnak hívnak. Miután a lakosok fiait túszul összeszedték, katonákkal megrakva a várat hátrahagyták….
- Ott van Ecsed vára! – kiáltotta a főkapitány, visszafordulva nyergében a kis lovascsapat felé, amely a nádas sűrűjéből éppen kikaptatott az ingoványok közt kanyargó szilárd útra. A főkapitány kinyújtott karja a bevehetetlen erősség kibontakozó tornyaira mutatott, melyek meglepő hirtelenséggel emelkedtek fel a jövevények előtt, akiket a mérhetetlen lápok titkos útjain vezettek idáig ecsedi Báthory István országbíró emberei. Éppen ott, ahol állottak, vett egyenes irányt az út és nyújtózott el a huszárvár kapujáig. Az úton végigtekintve, látni lehetett a kaput, de már a palánkot nem; azt elfedték a buja, sűrű nádrengetegek és fűzfabozótok, amelyekben biztos halál várt minden élőre, aki nem ismerte a titkos utakat. Túl, messze a kapu mögül, magasan, fenyegetően emelkedtek a kővár hatalmas falai és fekete bástyái, tömören meredve az égnek. A főkapitány leakasztotta nyakából tehénszarv-kürtjét és háromszor hatalmasan belefújt. Feleletül nyomban felharsant rá a kürtválasz a kapu feletti filagóriából s egy minutum múlva az egyik fekete bástyáról nagyot pukkant a „hírlövő" ágyucska.